# Gran Somàlia

Bandera de Somàlia

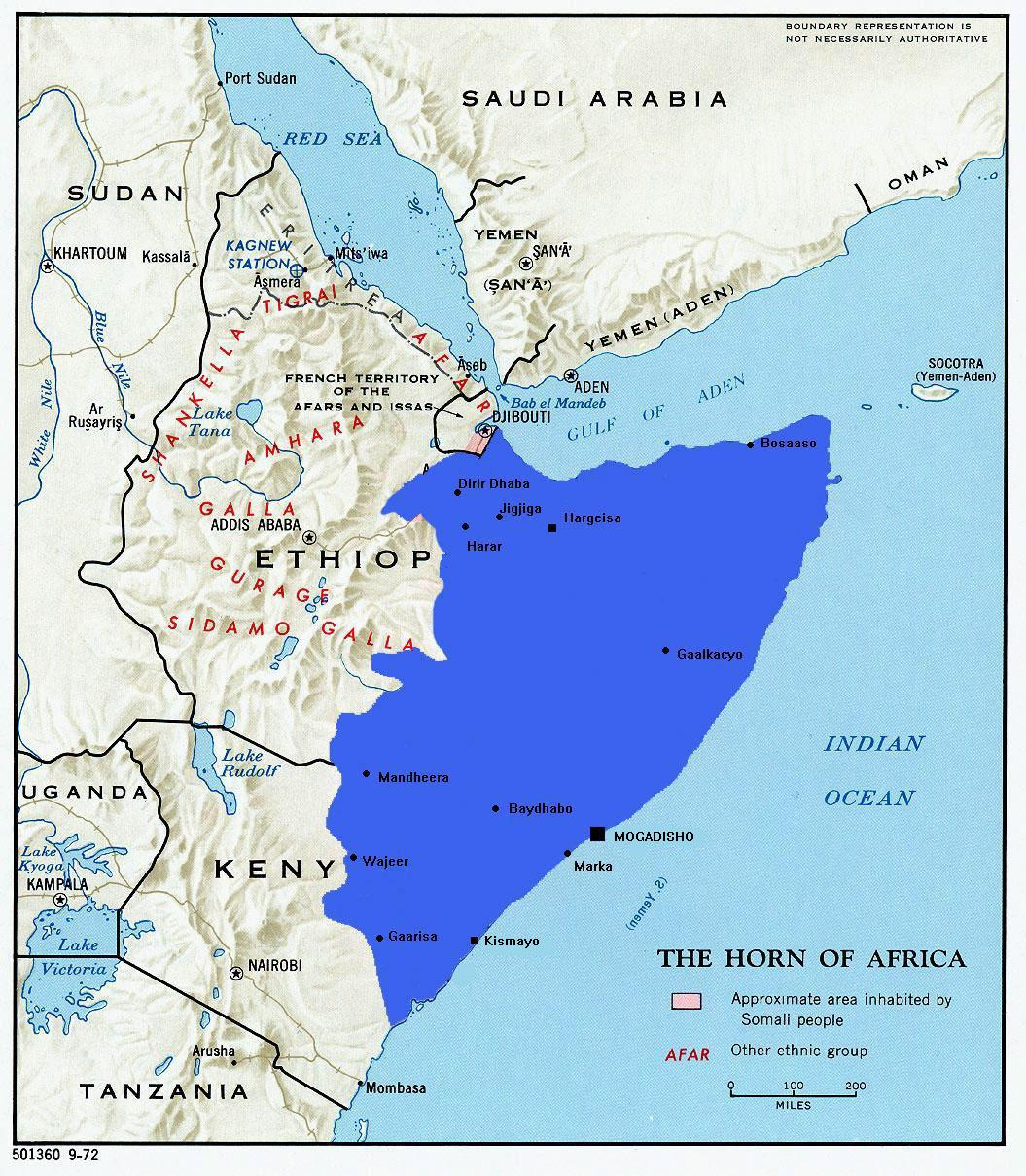
Territori de la nació somali

Gran Somàlia és el nom aplicat a les regions de la Banya d'Àfrica poblada majoritàriament per somalis, nació dividida entre quatre (cinc si es compta Somalilàndia) estats. Així Gran Somàlia abraça la meitat de Djibouti, la Regió Somali d'Etiòpia (coneguda com a Ogaden), la North Eastern Province de Kenya, Somalilàndia i els territoris de l'antiga Somàlia Italiana. La bandera de Somàlia ja representa aquesta divisió, amb un estel de cinc puntes, un per cadascun dels territoris.

## Conflictes
La realització del somni de la unitat ha portat a diverses guerres:
Amb Etiòpia la guerra de 1963-1969 o primera guerra etíop-somali; la guerra de l'Ogaden o segona guerra etíop-somali, i la guerra del 1982 o tercera guerra etíop-somali. Els somalis del Front Nacional d'Alliberament de l'Ogaden, mantenen una lluita armada de baixa intensitat contra el règim etíop.
Amb Kenya la guerra Shifta o guerra dels Shiftes.

## El somni
Aquesta unitat només es va realitzar parcialment del 1940 al 1948: després de la conquesta italiana d'Etiòpia (1936) la regió de l'Ogaden fou incorporada a la Somàlia Italiana i el 1940 les tropes italianes van ocupar la Somàlia Britànica. En van quedar fora el Northern Frontier District de Kenya, i la Costa Francesa dels Somalis. El 1941 els britànics van recuperar la Somàlia Britànica i la Italiana, però el 1948 l'Ogaden fou retornat a Etiòpia, que també va rebre el Haud (Hawd) un territori de pastura al sud de la Somàlia Britànica que si bé tenia tractat de protecció dels britànics havia estat promès a Abissínia el 1897 a canvi de la seva ajuda contra els clans somalis que llavors estaven en l'inici de la rebel·lió del Mad Mullah, encara que el Regne Unit va incloure una clàusula de garantia per la qual els nòmades gaudirien d'autonomia, clàusula que no fou respectada.
L'administració militar britànica es va perllongar a Somàlia fins al 1950 però des del 1948 s'havia acceptat per les Nacions Unides, organisme llavors acabat de crear, el mandat internacional. El 10 de novembre de 1949 les Nacions Unides van confiar el mandat fideïcomissari del territori a Itàlia per deu anys i Itàlia va assumir el control l'1 d'abril de 1950 en substitució dels britànics.
El britànics van oferir comprar el territori el 1956 però Etiòpia va refusar i després l'afer es va oblidar. A la Costa Francesa dels Somalis Mahmud Harbi va proposar la unió a la futura república de Somàlia (1956) però va morir en un accident aeri poc després i quan es va celebrar el referèndum (1958), va donar majoria als partidaris de seguir associats a França, a causa del vot dels àfars i dels residents francesos que van superar als somalis alguns dels quals també s'oposaven a la unió.

## Renuncies
Siad Barre, president de Somàlia, va renunciar formalment a reclamar la North Eastern Province de Kenya en un viatge a Nairobi el 1981, i finalment el 1984 es va signar un acord per evitar incidents fronterers.
Un acord de pau amb Etiòpia es va signar el 1988 però no va suposar cap renúncia somali (Siad Barre, llavors president, fins i tot havia nascut al Ogaden)
El 1991, enderrocat Barre, Somalilàndia es va fer independent. El 1998 es va crear l'estat de Puntland, i va seguir el de Jubaland, i Somàlia del Sud-oest. Més tard s'hi va afegir Galmudug (2006), mentre a Somalilàndia sorgien Maakhir i Northland i s'anunciava un referèndum al Awdal.